# Енбек (Павлодарская область)
Енбек (каз. Еңбек, до 2019 года — Путь Ильича) — село в Павлодарской области Казахстана. Расположено в 60 км к югу от Павлодара и в 15 км к юго-востоку от города Аксу. Находится в подчинении городской администрации Аксу. Входит в состав сельского округа имени Мамаита Омарова. Код КАТО — 551647100.
Село было центральной усадьбой бывшего совхоза «Путь Ильича», возникшего в 1957 году на базе колхозов «Путь Ильича», имени Сталина, имени Амангельды и Куркольской МТС.

## Население
В 1985 году в селе жили 1125 человек, в 1999 году население села составляло 1326 человек (652 мужчины и 674 женщины). По данным переписи 2009 года, в селе проживало 1217 человек (612 мужчин и 605 женщин).